# Páni ze Stráže
Páni ze Stráže byli stará česká panská rodina, která pocházela z rozrodu Vítkovců, v jehož rámci se odštěpila od pánů z Hradce. Po větší část své existence tento rod patřil k „chudým příbuzným“ ve srovnání s většinou jiných Vítkovců, až ve zmatcích husitské revoluce se jim podařilo vyšvihnout mezi přední rody království, ale dlouho jim toto postavení nevydrželo. Po meči vymřeli již v polovině sedmdesátých let 15. století, po přeslici roku 1495.

## Historie

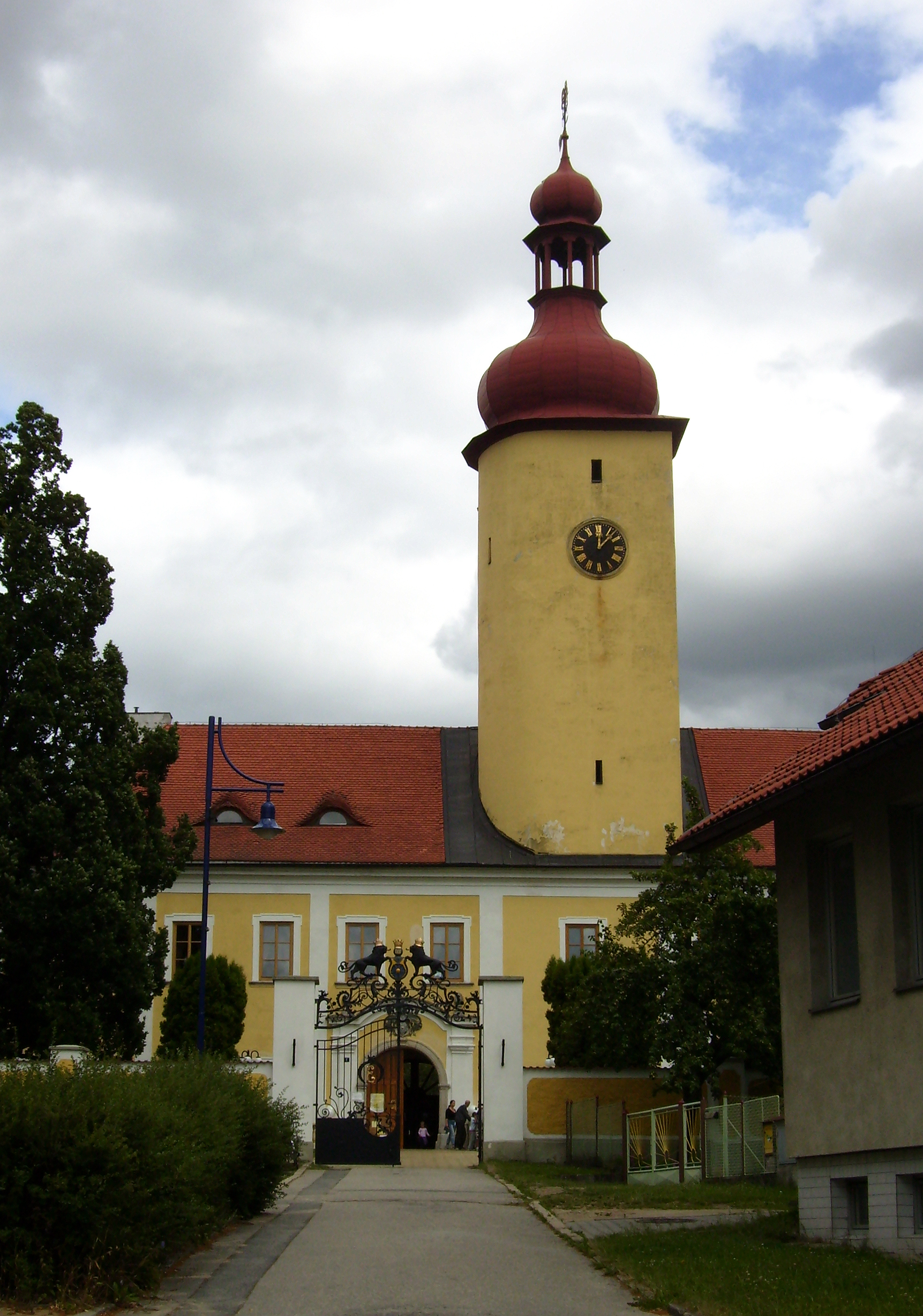
Zámek (původně hrad) ve Stráži nad Nežárkou, rodové sídlo

Tuto odnož pánů z Hradce založil okolo roku 1267 Sezema z Hradce, který nechal postavit hrad Stráž nad Nežárkou v jižních Čechách a roku 1284 se psal s predikátem „ze Stráže“. Jeho potomci vedli spory s Rožmberky, bojovali proti nim v řadách táborských vojsk, i mezi sebou vedli sváry o majetek.
Nejvýznamnějším členem rodu se stal Jindřich ze Stráže († 1466), který se přes svou katolickou víru spojil s husity, s nimiž se účastnil výpravy do Rakous. Uznal nakonec Zikmunda za českého krále a posléze se postavil na stranu jeho zetě, krále Albrechta. Později podporoval Jiřího z Poděbrad při jeho obsazení Prahy (1448) i při volbě krále. Král Jiří jej za odměnu jmenoval nejvyšším zemským hofmistrem. Ve Starých letopisech českých je k roku 1478 uvedena zajímavá zpráva, že totiž Jindřich se vrátil z Jeruzaléma – kde na byl na pouti k Božímu hrobu – a cestou prý rozmlouval s tureckým sultánem (dobově žoldánem) o otázce přijímání u křesťanů, načež mu sultán údajně řekl: „Já bych raději sloužil tomu bohu, který dává jíst a pít, než tomu, který dává jen jíst a nedává pít.“ Jindřicha, do té doby přesvědčeného jednušku (= přijímajícího podjednou) to podnítilo, aby přešel na stranu podobojí, v čemž vytrval až do své smrti.
Jindřich měl z prvního manželství dva syny, Michala († 1470) a Jiříka († 1476), dále dvě dcery, Kateřinu (1447–1481) a Johanku († 1495). Michal po Jindřichovi zdědil Řečici a Jiří, jenž v letech 1472–1474 působil jako nejvyšší zemský sudí, obdržel Přerov nad Labem a Stráž nad Nežárkou. Dcery Kateřina s Johankou po smrti bratrů přinesly své dědictví do rodin manželů, tj. Šelmberkům a pánům z Donína (tito dostali do vlastnictví i rodový hrad ve Stráži).

## Erb
Ve zlatém štítě nosili modrou růži.

## Příbuzenstvo
Spojili se s Slavaty, Šelmberky, Mansfeldy, pány z Donína či z Hrádku.